# John Huston

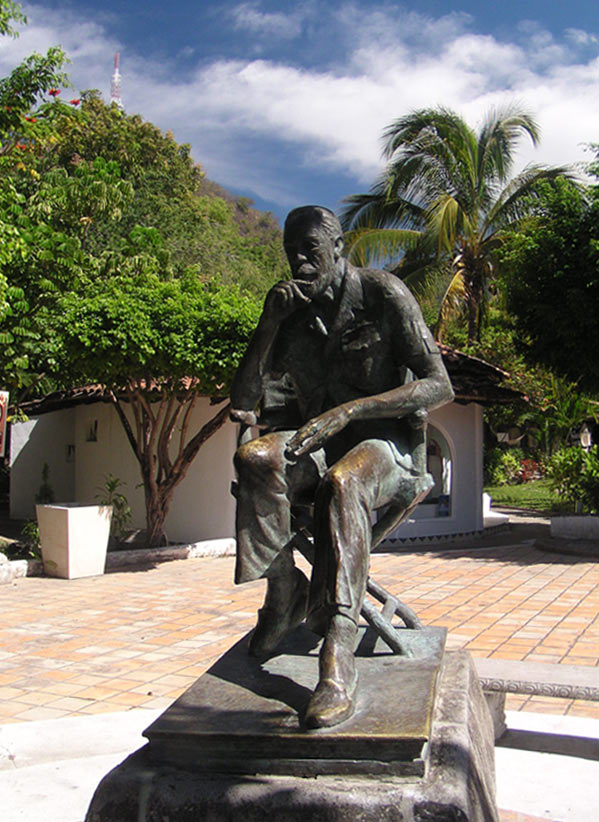
Statue von John Huston in Puerto Vallarta, Mexiko

John Marcellus Huston (* 5. August 1906 in Nevada, Vernon County, Missouri; † 28. August 1987 in Middletown, Rhode Island) war ein US-amerikanischer Filmregisseur, Drehbuchautor und Schauspieler, der seit 1964 die irische Staatsangehörigkeit besaß. Huston, der in seiner fast sechzigjährigen Laufbahn an einigen der größten amerikanischen Filmklassiker mitgearbeitet hat, wurde zu einem stilbildenden Filmemacher des amerikanischen Kinos. Zu seinen bekanntesten Regiearbeiten gehören die Humphrey-Bogart-Filme Die Spur des Falken, Der Schatz der Sierra Madre und African Queen. Er gilt vielen als exemplarischer Regisseur des Film noir; nach Ansicht von James Agee gab es „seit D. W. Griffith kaum einen US-Regisseur, der so viel zur Erfindung und Erneuerung des Kinos beigetragen hat wie John Huston“.

## Leben

### Kindheit und Jugend
John Hustons Vorfahren sind schottischer und irischer Herkunft. Angeblich wurde seine kleine Geburtsstadt von seinem Großvater bei einem Pokerspiel gewonnen. Sein Vater war der berühmte Charakterschauspieler Walter Huston, seine Mutter Rhea Gore, eine auf der Suche nach Geschichten das Land durchstreifende Sportreporterin. Walter Huston nahm sein einziges Kind schon im Alter von drei Jahren mit auf die Vaudeville-Bühne. Nach der Scheidung der Eltern musste der Junge im halbjährlichen Rhythmus mit seinem Vater auf Tournee gehen und seine Mutter auf Reportagereisen begleiten, meist zu Pferderennen.
Huston war ein zartes und anfälliges Kind. Wegen einer Herzerweiterung und einer Nierenkrankheit hatte man nicht viel Hoffnung, dass der Junge das Erwachsenenalter erreichen würde. Doch er gesundete, als seine Mutter mit ihm von Texas nach Kalifornien zog. Mit 14 Jahren brach er die Schule ab, mit 15 Jahren ging er für kurze Zeit auf eine Militärschule, dann wurde er Boxer und gewann die kalifornischen Amateurmeisterschaften im Leichtgewicht – seine charakteristische, niedergedrückte Nase war ein Produkt dieser Zeit.

### Wanderjahre
Mit 18 Jahren heiratete Huston Dorothy Harvey. Im selben Jahr trat er auf Betreiben seines Vaters dann erstmals als Schauspieler auf, in einem Off-Broadway-Stück namens The Triumph of the Egg. 1925 hatte er sein Broadway-Debüt. Huston fühlte sich jedoch sowohl durch seine Ehe als auch durch die Schauspielerei eingeengt und gab beides auf. Er ging mit der US-Armee nach Mexiko und wurde ehrenhalber Offizier der mexikanischen Kavallerie.
Nach einiger Zeit kehrte er in die USA zurück. Seine Mutter ließ ihre Beziehungen spielen und Huston konnte in New York als Reporter arbeiten. Doch seine Geschichten waren abenteuerlich schlecht recherchiert, so dass er entlassen wurde. Immer wieder sandte er Kurzgeschichten an verschiedene Zeitungen und Magazine. Er wurde von Samuel Goldwyn als Drehbuchautor angestellt, schrieb Dialoge für Filme von William Wyler und sein erstes eigenes Drehbuch, Gesetz und Ordnung (Law and Order), das erfolgreich verfilmt wurde.
Am 25. September 1933 überfuhr er auf dem Sunset Boulevard die brasilianische Tänzerin Tosca Roulien, die dabei zu Tode kam. Sein Vater bat MGMs mächtigen Chef Louis B. Mayer, seinen Einfluss bei der Polizei geltend zu machen, und tatsächlich wurde der Promillegehalt von John Hustons Blut nicht überprüft. Huston wurde von jeder Verantwortung freigesprochen. Traumatisiert floh er aus Hollywood und reiste nach London und Paris, wo er Malerei und Zeichnen studierte; er wurde dort obdachlos und musste um Essen betteln.

### Erfolg in Hollywood
Huston versuchte sein Leben zu ordnen. Er heiratete ein zweites Mal, schrieb und produzierte einige Broadway-Stücke, spielte Abraham Lincoln in einer Theaterproduktion (sein Vater hatte einige Jahre vorher den Präsidenten in einem Film von D. W. Griffith ebenfalls verkörpert) und sandte Warner Brothers einige Skripte. Man war von seinem Talent beeindruckt und beauftragte Huston mit der Arbeit an Prestigeprojekten wie Jezebel – Die boshafte Lady (Jezebel), Sturmhöhe (Wuthering Heights), Juarez, Paul Ehrlich – Ein Leben für die Forschung (Dr. Ehrlich's Magic Bullet), Entscheidung in der Sierra (High Sierra) und Sergeant York. Huston erhielt seine ersten beiden Oscar-Nominierungen.
1941 bekam er die Chance, einen eigenen Film zu drehen. Als Drehbuchautor und Regisseur adaptierte er Dashiell Hammetts Krimi Der Malteser Falke (The Maltese Falcon) zum dritten Mal für die Leinwand. Der Film Die Spur des Falken war ein überwältigender Erfolg; er machte aus Humphrey Bogart einen Star und gilt heute als Musterbeispiel für den Film noir sowie als einer der größten Detektivfilme.
Hustons folgende Filme waren das Melodram Ich will mein Leben leben (In This Our Life) mit Bette Davis und Olivia de Havilland und der romantische Kriegsfilm Abenteuer in Panama (Across the Pacific), in dem drei der Stars aus seinem ersten Film mitspielten, Bogart, Mary Astor und Sydney Greenstreet. Im Zweiten Weltkrieg diente Huston als Leutnant und drehte eine Reihe von Dokumentarfilmen für die US-Regierung. Hierzu zählt der kontroverse Film Let There Be Light (1946), der wegen seiner verstörend realistischen Schilderung der Probleme von Kriegsveteranen von der US-Regierung unter Verschluss gehalten wurde.
Huston ließ sich zum zweiten Mal scheiden und heiratete die Schauspielerin Evelyn Keyes, die in Vom Winde verweht (Gone With the Wind) eine Nebenrolle hatte, doch die Ehe hielt nur ein knappes Jahr. Im selben Jahr inszenierte er Jean-Paul Sartres Stück Geschlossene Gesellschaft (Huis clos) am Broadway. Die Produktion war finanziell ein Misserfolg, bekam allerdings den New York Drama Critics Award für das beste fremdsprachige Stück.
Einen großen Erfolg feierte er 1948 mit Der Schatz der Sierra Madre (The Treasure of the Sierra Madre). Diese Charakterstudie über die Gier nach Reichtum brachte Huston gleich zwei Oscars (Regie und Drehbuch) und seinem Vater Walter Huston den Oscar für die beste Nebenrolle. Am Anfang des Films hat John Huston einen Cameo-Auftritt als Tourist, doch sollte er erst in 15 Jahren wieder als Schauspieler zu sehen sein. Der ruhelose Huston blieb nun dem Filmgeschäft treu und schrieb und inszenierte in den nächsten Jahren fundamentale Werke der amerikanischen Filmgeschichte: Gangster in Key Largo (Key Largo), Asphalt-Dschungel (The Asphalt Jungle), Die rote Tapferkeitsmedaille (The Red Badge of Courage), African Queen, Moulin Rouge und Moby Dick.
Zusammen mit William Wyler, Humphrey Bogart, Gene Kelly, Danny Kaye und anderen gründete der streitbare Anhänger der Demokratischen Partei 1947 das Committee for the First Amendment, das den Kampf gegen Senator Joseph McCarthys antikommunistisches Un-American Activities Committee aufnahm. Aus Protest gegen die schwarzen Listen und Berufsverbote in Hollywood zog Huston nach St. Clerans in Irland und nahm zusammen mit seiner vierten Frau, der Balletttänzerin Enrica Soma, die irische Staatsbürgerschaft an. Seine US-amerikanische Staatsbürgerschaft gab er 1964 auf. Zwei Kinder entstammen der Ehe, der spätere Drehbuchautor und Regisseur Tony (* 1950) und die Schauspielerin Anjelica Huston (* 1951). Als Landgutshofbesitzer in Connemara konnte er seine irischen Wurzeln und Familienbezüge ausleben. Um seinen kostspieligen Lebensstil zu finanzieren, musste er indessen auch weiterhin viele Drehaufträge annehmen.

### Mittlere und späte Jahre

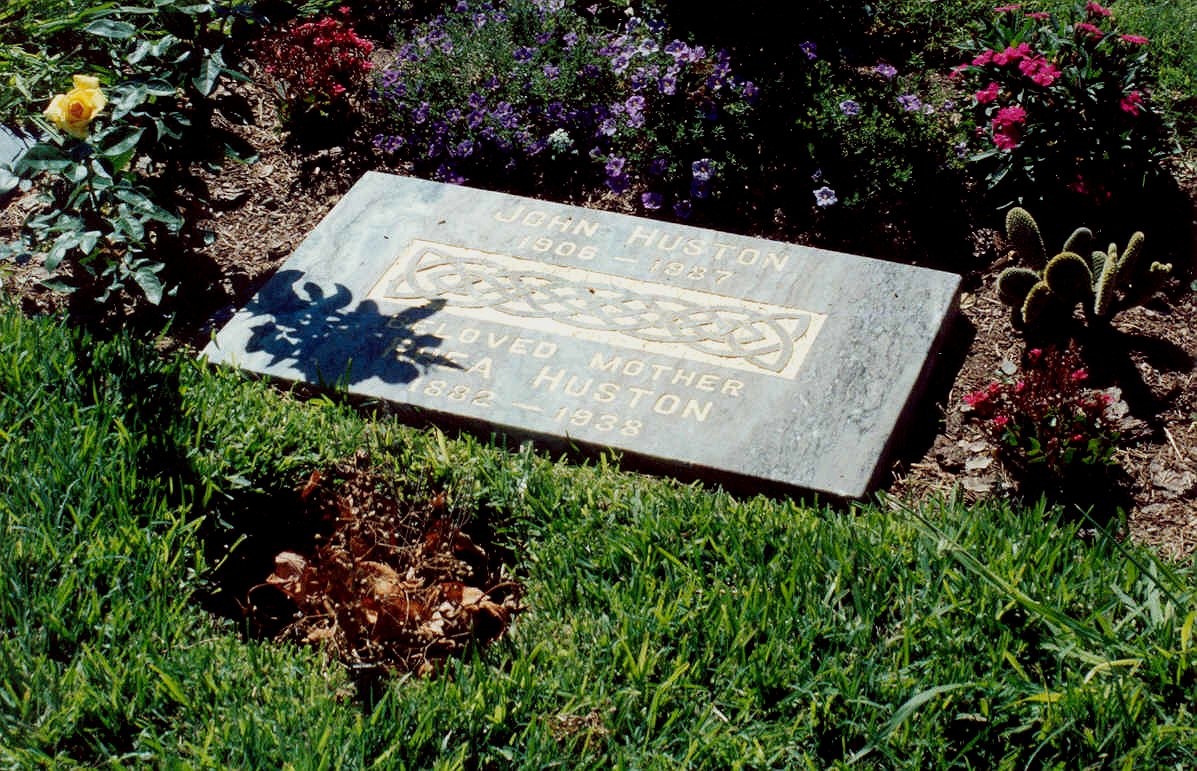
Das Grab von John Huston auf dem Hollywood Memorial Park Cemetery

Hustons Filme der 1960er und 1970er Jahre wurden von der Kritik nicht mehr so einhellig begeistert begrüßt, dennoch wurden sie meist Kassenerfolge und festigten seinen Ruf als innovativer, oft kontroverser Filmemacher. Besonders zu nennen sind Misfits – Nicht gesellschaftsfähig (The Misfits), Freud, Die Nacht des Leguan (The Night of the Iguana), Fat City, Das war Roy Bean und Der Mann, der König sein wollte (The Man Who Would Be King).
1963 kehrte Huston mit einer Nebenrolle in Otto Premingers epischem Film Der Kardinal (The Cardinal) zur Schauspielerei zurück und wurde mit einem Golden Globe und einer Oscar-Nominierung belohnt. Von nun an spielte er immer wieder markante Nebenrollen; seine besten hatte er in Die Bibel (The Bible: In the Beginning…) als Noah und Stimme sowohl Gottvaters als auch der Schlange im Paradies, als Der Gesetzgeber in Die Schlacht um den Planet der Affen (Battle for the Planet of the Apes). In Roman Polańskis Chinatown spielte Huston den Vater Noah Cross, der eine inzestuöse Beziehung zu seiner Tochter Evelyn Cross Mulwray hatte. Der Name der Filmfigur ist eine Anspielung auf Hustons Rolle in dessen eigenem Bibelfilm.
Seine Frau trennte sich 1962 von Huston, als diesem von einer Schauspielerin der Sohn Danny Huston (ebenfalls Filmschauspieler und Regisseur) geboren wurde. Eine Scheidung erfolgte nie. Enrica Soma starb 1969 bei einem Autounfall und Huston adoptierte ihr Kind aus einer späteren Verbindung. Huston zog 1972 nach Mexiko, wo er seine fünfte Frau, Celeste Shane, heiratete. Die Ehe wurde 1977 geschieden.
Nach einer Reihe erfolgloser und künstlerisch enttäuschender Filme beendete Huston sein Lebenswerk mit drei Filmen, die von der Kritik einhellig zu seinen besten gezählt werden:
- Unter dem Vulkan (Under the Volcano) nach dem Roman Unter dem Vulkan von Malcolm Lowry und mit Albert Finney als Konsul sowie Jacqueline Bisset als Yvonne.
- Die Ehre der Prizzis (Prizzi's Honor)
- Die Toten (The Dead) nach einer Erzählung von James Joyce, dem Drehbuch von seinem Sohn Tony Huston sowie seiner Tochter Anjelica Huston in der Hauptrolle der Gretta.

Huston arbeitete trotz eines Lungenemphysems (die Folge von Ketterauchen) bis kurz vor seinem Tod weiter an Filmprojekten. Huston drehte in seinen letzten Jahren erfolgreich mit seiner Tochter Anjelica und seinen Söhnen Tony und Danny. Anjelica Huston erhielt für ihre Darbietung in Die Ehre der Prizzis einen Nebendarsteller-Oscar. Bei den Filmen Mister Corbett's Ghost und Mr. North – Liebling der Götter waren die Rollen vertauscht; die Regie hatte Danny Huston, der Vater war Schauspieler.
Clint Eastwoods Weißer Jäger, schwarzes Herz (White Hunter, Black Heart) von 1990 setzte Huston ein ambivalentes Denkmal. Der auf einem Schlüsselroman von Peter Viertel basierende Film schildert die chaotischen Dreharbeiten zu African Queen. Eastwood spielte Huston als egomanischen Charakter, der die Filmarbeiten der Elefantenjagd unterordnet.
Ein Stern auf dem Hollywood Walk of Fame erinnert an John Huston.

## Werk

### Themen
Im Zentrum von Hustons Filmen stehen fast immer Männer in Konfliktsituationen; oft unterliegen diese Helden oder erringen zweifelhafte Siege. „Seine Protagonisten repräsentieren oft Extreme. Sie sind entweder ignorant, lächerlich und durch ihren Mangel an Wissen um sich selbst zum Untergang verdammt oder intelligent, arrogant, aber ebenfalls durch ihren Mangel an Wissen um sich selbst zum Untergang verdammt. Zwischen diesen Extremen steht der coole, intelligente Protagonist, der alles opfern wird für Selbsterkenntnis und Unabhängigkeit. […] Den größten Respekt hat Huston für den Mann, der seine Würde bewahrt trotz Schmerzen und Scheitern.“ Schon in Hustons erstem Film als Regisseur, Die Spur des Falken (The Maltese Falcon), löst Privatdetektiv Sam Spade zwar den Fall, doch verliert er die Frau, die er liebt, weil er sich moralisch verpflichtet fühlt, sie als Mörderin seines Partners an die Polizei zu übergeben.
Solche Charaktere fand der belesene Huston in bekannten Werken der Weltliteratur, die er auf die Leinwand brachte, ohne jemals spröde und akademisch die Vorlage nacherzählende Filme zu schaffen. Er drehte unterhaltsam und spannend, ohne den Anspruch der adaptierten Werke zu verraten oder zu verfälschen. Dabei brachte Huston Vorlagen so unterschiedlicher Autoren wie Stephen Crane, Romain Gary, Dashiell Hammett, Ernest Hemingway, James Joyce, Malcolm Lowry, Carson McCullers, Herman Melville, Arthur Miller, B. Traven und Tennessee Williams auf die Leinwand.

### Innovationen
Film noir
Mit Die Spur des Falken (The Maltese Falcon) etablierte Huston ein neues Genre im amerikanischen Kino, den Film noir. Eine Reihe wesentlicher Merkmale des Genres ist in diesem Film bereits entwickelt:
- Der Film behandelt Kriminalität, die Motive sind meist Geldgier und Eifersucht.
- Die Weltsicht des Filmes ist pessimistisch-zynisch.
- Die Handlung ist moralisch uneindeutig, der Held ist ein moralisch fragwürdiger Charakter, die weibliche Hauptperson ist oft eine Femme fatale.
- Der Film spielt in einer Großstadt, die die Menschen zu zweckgerichtetem, kaltem sozialem Umgang zwingt.
- Die Bilder des Films leben von kräftigen Hell-dunkel-Kontrasten.

Regiestil
Huston wurde berühmt für seine schnörkellose Art des Filmemachens. Von seiner ersten Regiearbeit an arbeitete er mit einem penibel gezeichneten Storyboard, mit dessen Hilfe er Bildkomposition und Kamerabewegungen exakt festlegte. Er drehte in der tatsächlichen Reihenfolge der Geschichte und bevorzugte echte Drehorte, um Authentizität zu erzeugen. Die Darsteller wurden danach ausgewählt, ob sie erfahrene Profis waren, denen man so wenige Hinweise wie möglich geben musste, um möglichst wenig nachdrehen zu müssen. Huston war dafür bekannt, meist unter dem veranschlagten Budget zu bleiben. Er stellte in der Postproduction möglichst fertige Schnittfassungen her, um einerseits seinem Ideal einer klaren, schnörkellosen, realistischen Erzählweise nahezukommen und es andererseits den Studios schwer zu machen, seine Filme nachträglich umzuschneiden.
Kameraarbeit
Mit dem Kameramann Oswald Morris, der ihn bei acht Filmen unterstützte, revolutionierte Huston das Technicolor-Verfahren zu einem Zeitpunkt, als Experimente seitens der Studios verpönt waren, da diese vor allem an brillanten, strahlend leuchtenden Farben interessiert waren. Huston gab dem in Hollywood noch völlig unbekannten Morris 1952 freie Hand, und dieser fotografierte Moulin Rouge durch Rauch und buntes Licht, so dass der Film an die Farbigkeit der Plakate von Henri de Toulouse-Lautrec erinnerte. Bei Moby Dick gingen beide noch einen Schritt weiter; der Film wurde so entwickelt, dass seine Bilder an alte, ausgewaschene Kupferstiche des 19. Jahrhunderts erinnerten.

### Kontroversen
Soziale Kritik
Huston war ein streitbarer Mensch, ein oft autoritärer Regisseur (John Wayne schlug Huston einmal aus Ärger über dessen Verhalten am Set nieder) und ein Künstler mit klaren liberalen Überzeugungen, die er auch, ohne Angst vor Kritik und Zensur, in seinen Filmen ausdrückte. In seinem Film noir Asphalt-Dschungel (The Asphalt Jungle) lässt er einen Polizisten sagen: „Verbrecher sind gar nicht so verschieden von uns, Verbrechen ist nur eine besondere Form des Lebenskampfes.“ Zu Zeiten von Joseph McCarthys antikommunistischer Hexenjagd war dies ein bemerkenswerter Satz.
Seine realistische, oft pessimistische Sicht der Welt und menschlicher Beziehungen brachte ihn in Konflikt mit dem Ziel, gut verkaufbare, positive Familienunterhaltung zu produzieren, das Louis B. Mayer anstrebte. Zwei der Filme, bei denen die beiden aneinandergerieten, waren Der Schatz der Sierra Madre (The Treasure of the Sierra Madre) (Mayer war gegen den Tod der Hauptperson) und Die rote Tapferkeitsmedaille (The Red Badge of Courage) (Mayer monierte, dass dem Film eine entspannende romantische Komponente fehle). Tatsächlich hatte Huston immer wieder Ärger mit seinen Studios, die einige seiner Filme nachträglich bearbeiten ließen, um sie freundlicher und besser verkäuflich zu gestalten. David O. Selznick entließ John Huston sogar als Regisseur von In einem anderen Land (A Farewell to Arms) und ersetzte ihn durch Charles Vidor.
Im Alter wurde Huston nicht versöhnlicher: Mit Die Weisheit des Blutes (Wise Blood) lieferte Huston in seinen späten Jahren eine beißende Satire über religiösen Fundamentalismus. In Die Ehre der Prizzis (Prizzi's Honor) attackierte er mit zynischem Humor Polizeikorruption und Verbindungen zwischen den Gesetzeshütern und der Mafia.
Anti-Kriegsfilme
Huston war ein überzeugter Kriegsgegner. Er sagte: „Wenn ich jemals einen Film mache, der den Krieg verherrlicht, soll mich jemand abknallen.“ Schon in seinen von der US-Regierung bestellten Dokumentarfilmen Die Schlacht um San Pietro (San Pietro) und Let There Be Light zeigte er die Grausamkeit von Krieg und Nachkrieg realistischer, als es seinem Auftraggeber lieb war. Die US Army weigerte sich, Die Schlacht um San Pietro ihren Soldaten ungeschnitten vorzuführen, weil sie um die Kampfmoral fürchtete. Die Thematisierung des posttraumatischen Stresssyndroms ehemaliger Soldaten in Let There Be Light war ein derartiger Tabubruch, dass der Film von der Regierung der USA dreißig Jahre lang unter Verschluss gehalten wurde. Hustons Stephen-Crane-Verfilmung Die rote Tapferkeitsmedaille (The Red Badge of Courage) enthielt so erschütternde Kriegsszenen, dass der Film vom Studio neu geschnitten und um 20 Minuten gekürzt wurde.
Weitere Themen
Huston thematisierte in Filmen wie Die Wurzeln des Himmels (The Roots of Heaven) den problematischen Umgang des Menschen mit der Natur, lange bevor es eine wirkliche Umweltdiskussion gab; war jedoch selbst in Afrika als Großwildjäger unterwegs. In Filmen wie Misfits – Nicht gesellschaftsfähig (The Misfits) und Die Nacht des Leguan (The Night of the Iguana) verweigerte er sich dem im Filmgeschäft sonst üblichen Optimismus und zeichnete ein düsteres Bild vom menschlichen Allmachtsanspruch der Natur gegenüber.
Huston interessierte sich für Grenzbereiche und war infolgedessen einer der ersten Regisseure Hollywoods, die Homosexualität offen im Film thematisierten, ohne sie von vornherein zu verurteilen. In seinem Film Spiegelbild im goldenen Auge (Reflections in a Golden Eye) wird Verständnis für die vom Versteckspiel in der Öffentlichkeit gemarterte schwule Hauptfigur geweckt.

## Nachwirkungen in den Medien
In Frankreich entstand ein 2021 erstaufgeführter einstündiger Biopic-Dokumentarfilm von Regisseurin Marie Brunet-Debaines, John Huston – Filmkünstler und Freigeist, der im gleichen Jahr auf Arte auch in deutschsprachiger Fassung gesendet wurde.

## Filmografie

### Regie

#### Spielfilme
- 1941: Die Spur des Falken (The Maltese Falcon)
- 1942: Ich will mein Leben leben (In This Our Life)
- 1942: Abenteuer in Panama (Across the Pacific)
- 1948: Der Schatz der Sierra Madre (The Treasure of the Sierra Madre)
- 1948: On Our Merry Way
- 1948: Gangster in Key Largo (Key Largo)
- 1949: Wir waren uns fremd (We Were Strangers)
- 1950: Asphalt-Dschungel (The Asphalt Jungle)
- 1951: Die rote Tapferkeitsmedaille (The Red Badge of Courage)
- 1951: African Queen (The African Queen)
- 1952: Moulin Rouge
- 1953: Schach dem Teufel (Beat the Devil)
- 1956: Moby Dick
- 1957: Der Seemann und die Nonne (Heaven Knows, Mr. Allison)
- 1958: Der Barbar und die Geisha (The Barbarian and the Geisha)
- 1958: Die Wurzeln des Himmels (The Roots of Heaven)
- 1960: Denen man nicht vergibt (The Unforgiven)
- 1961: Nicht gesellschaftsfähig (The Misfits)
- 1962: Freud
- 1963: Die Totenliste (The List of Adrian Messenger)
- 1964: Die Nacht des Leguan (The Night of the Iguana)
- 1966: Die Bibel (The Bible: In the Beginning…)
- 1967: Casino Royale
- 1967: Spiegelbild im goldenen Auge (Reflections in a Golden Eye)
- 1969: Dave – Zuhaus in allen Betten (Sinful Davey)
- 1969: Eine Reise mit der Liebe und dem Tod (A Walk with Love and Death)
- 1970: Der Brief an den Kreml (The Kremlin Letter)
- 1971: Wen die Meute hetzt (The Last Run) – durch Richard Fleischer ersetzt
- 1972: Fat City
- 1972: Das war Roy Bean (The Life and Times of Judge Roy Bean)
- 1973: Der Mackintosh-Mann (The MacKintosh Man)
- 1975: Der Mann, der König sein wollte (The Man Who Would Be King)
- 1976: Independence
- 1979: Ein Mann räumt auf (Love and Bullets)
- 1979: Die Weisheit des Blutes (Wise Blood)
- 1980: Phobia – Labyrinth der Angst (Phobia)
- 1981: Flucht oder Sieg (Escape to Victory)
- 1982: Annie
- 1984: Unter dem Vulkan (Under the Volcano)
- 1985: Die Ehre der Prizzis (Prizzi’s Honor)
- 1987: The Dead – Die Toten (The Dead)

#### Dokumentarfilme
- 1942: Winning Your Wings
- 1943: Report from the Aleutians
- 1944: Tunisian Victory
- 1945: Die Schlacht um San Pietro (San Pietro)
- 1946: Let There Be Light

### Produktion
- 1951: Dem Satan singt man keine Lieder (The Prowler)

### Drehbuch

#### Spielfilme
- 1930: The Storm
- 1931: Der Mannsteufel (A House Divided)
- 1932: Mord in der Rue Morgue (Murders in the Rue Morgue)
- 1932: Gesetz und Ordnung (Law and Order)
- 1934: Zirkus Barnum (The Mighty Barnum)
- 1935: Death Drives Through
- 1935: It Happened in Paris
- 1938: Jezebel – Die boshafte Lady (Jezebel)
- 1938: Das Doppelleben des Dr. Clitterhouse (The Amazing Dr. Clitterhouse)
- 1939: Sturmhöhe (Wuthering Heights)
- 1939: Juarez
- 1940: Paul Ehrlich – Ein Leben für die Forschung (Dr. Ehrlich’s Magic Bullet)
- 1941: Entscheidung in der Sierra (High Sierra)
- 1941: Sergeant York
- 1941: Die Spur des Falken (The Maltese Falcon)
- 1944: Dark Waters
- 1946: Drei Fremde (Three Strangers)
- 1946: Die Spur des Fremden (The Stranger)
- 1946: Die Killer (The Killers)
- 1948: Der Schatz der Sierra Madre (The Treasure of the Sierra Madre)
- 1948: Gangster in Key Largo (Key Largo)
- 1949: Wir waren uns fremd (We Were Strangers)
- 1950: Asphalt-Dschungel (The Asphalt Jungle)
- 1951: Die rote Tapferkeitsmedaille (The Red Badge of Courage)
- 1951: African Queen (The African Queen)
- 1952: Moulin Rouge
- 1953: Schach dem Teufel (Beat the Devil)
- 1956: Moby Dick
- 1957: Der Seemann und die Nonne (Heaven Knows, Mr. Allison)
- 1964: Die Nacht des Leguan (The Night of the Iguana)
- 1970: Der Brief an den Kreml (The Kremlin Letter)
- 1975: Der Mann, der König sein wollte (The Man Who Would Be King)
- 1988: Mr. North – Liebling der Götter (Mr. North)

#### Dokumentarfilme
- 1943: Report from the Aleutians
- 1945: Know Your Enemy: Japan
- 1945: Die Schlacht um San Pietro (San Pietro)
- 1946: Let There Be Light

### Darstellung

#### Film
- 1929: Zwischen den Seilen (The Shakedown)
- 1929: Two Americans
- 1930: Galgenvögel (Hell’s Heroes)
- 1930: The Storm
- 1948: Der Schatz der Sierra Madre (The Treasure of the Sierra Madre)
- 1949: Wir waren uns fremd (We Were Strangers)
- 1951: Die rote Tapferkeitsmedaille (The Red Badge of Courage)
- 1961: Misfits – Nicht gesellschaftsfähig (The Misfits)
- 1962: Freud
- 1963: Die Totenliste (The List of Adrian Messenger)
- 1963: Der Kardinal (The Cardinal)
- 1966: Die Bibel (The Bible: In the Beginning…)
- 1967: Casino Royale
- 1968: Candy
- 1969: Das ausschweifende Leben des Marquis de Sade (De Sade)
- 1969: Eine Reise mit der Liebe und dem Tod (A Walk with Love and Death)
- 1969: Der Brief an den Kreml (The Kremlin Letter)
- 1970: Myra Breckinridge – Mann oder Frau? (Myra Breckinridge)
- 1970: Die Höllenhunde (La spina dorsale del diavolo)
- 1971: Die Brücke im Dschungel (The Bridge in the Jungle)
- 1971: Ein Mann in der Wildnis (Man in the Wilderness)
- 1973: Die Schlacht um den Planet der Affen (Battle for the Planet of the Apes)
- 1974: Chinatown
- 1975: Der Mann ohne Nerven (Breakout)
- 1975: Der Wind und der Löwe (The Wind and the Lion)
- 1976: Sherlock Holmes in New York
- 1977: Der Polyp – Die Bestie mit den Todesarmen (Tentacoli)
- 1978: Die große Offensive (Il grande attacco)
- 1978: SOS-SOS-SOS Bermuda-Dreieck (Il triangulo delle Bermude)
- 1978: Angela
- 1979: Die Außerirdischen (The Visitor)
- 1979: Philadelphia Clan (Winter Kills)
- 1979: Die Weisheit des Blutes (Wise Blood)
- 1979: Jaguar lebt! (Jaguar Lives)
- 1980: Head On
- 1982: Straße der Ölsardinen (Cannery Row)
- 1983: A Minor Miracle
- 1983: Lovesick – Der liebeskranke Psychiater (Lovesick)
- 1985: Taran und der Zauberkessel (The Black Cauldron)
- 1986: Momo
- 2018: The Other Side of the Wind [1970–1976 gedreht]

#### Fernsehen
- 1966: ABC Stage 67: The Legend of Marilyn Monroe
- 1976: Bronk: Long Time Dying
- 1976: Sherlock Holmes in New York
- 1977: The Rhinemann Exchange
- 1977: The Hobbit
- 1978: The Word
- 1980: The Return of the King
- 1985: Alfred Hitchcock Presents: Man from the South
- 1987: Mister Corbett’s Ghost

## Auszeichnungen

### Regie
- 1948 Der Schatz der Sierra Madre (The Treasure of the Sierra Madre): Golden Globe, New York Film Critics Circle Award, Oscar, Wettbewerbsfilm des Filmfestivals in Venedig
- 1950 Asphalt-Dschungel (The Asphalt Jungle): Directors-Guild-of-America-Award-Nominierung, Golden-Globe-Nominierung, National-Board-of-Review-Award, Oscar-Nominierung, Wettbewerbsfilm des Filmfestivals in Venedig
- 1951 African Queen (The African Queen): Oscar-Nominierung
- 1952 Moulin Rouge: Directors-Guild-of-America-Award-Nominierung, Oscar-Nominierung, Silberner Löwe des Filmfestivals in Venedig
- 1956 Moby Dick: Italian Syndicate of Film Journalists-Award, National-Board-of-Review-Award, New York Film Critics Circle Award
- 1957 Der Seemann und die Nonne (Heaven Knows, Mr. Allison): Directors-Guild-of-America-Award-Nominierung, Laurel-Award-Nominierung
- 1958 Die Wurzeln des Himmels (The Roots of Heaven): Laurel-Award-Nominierung
- 1960 Denen man nicht vergibt (The Unforgiven): Laurel-Award-Nominierung
- 1961 Misfits – Nicht gesellschaftsfähig (The Misfits): Directors-Guild-of-America-Award-Nominierung
- 1962 Freud: Wettbewerbsfilm der Berlinale, Directors-Guild-of-America-Award-Nominierung, Golden-Globe-Nominierung, Laurel-Award-Nominierung
- 1963 Die Totenliste (The List of Adrian Messenger): Laurel Award
- 1964 Die Nacht des Leguan (The Night of the Iguana): Directors-Guild-of-America-Award-Nominierung, Golden-Globe-Nominierung, Laurel Award
- 1967 Spiegelbild im goldenen Auge (Reflections in a Golden Eye): Laurel-Award-Nominierung
- 1969 A Walk with Love and Death: Laurel-Award-Nominierung
- 1981 Flucht oder Sieg (Victory): Wettbewerbsfilm des Internationalen Filmfestivals Moskau
- 1983 Annie (Annie): Goldene-Himbeere-Nominierung
- 1984 Unter dem Vulkan (Under the Volcano): Wettbewerbsfilm des Filmfestivals in Cannes
- 1985 Die Ehre der Prizzis (Prizzi's Honor): Boston Society of Film Critics Award, Directors-Guild-of-America-Award-Nominierung, Golden Globe, Gilde-Filmpreis, National Society of Film Critics Award, New York Film Critics Circle Award, Oscar-Nominierung
- 1987 Die Toten (The Dead): Bodil Award, Fotogramas de Plata-Award, French Syndicate of Cinema Critics-Award, Independent Spirit Award, London Critics Circle Film Award, Special Achievement Award des Tokyo International Film Festival

### Drehbuch
- 1940 Paul Ehrlich – Ein Leben für die Forschung (Dr. Ehrlich's Magic Bullet): Oscar-Nominierung
- 1941 Sergeant York: Oscar-Nominierung
- 1941 Die Spur des Falken (The Maltese Falcon): Oscar-Nominierung
- 1948 Gangster in Key Largo (Key Largo): Writers-Guild-of-America-Award-Nominierung
- 1948 Der Schatz der Sierra Madre (The Treasure of the Sierra Madre): National-Board-of-Review-Award, Oscar, Writers-Guild-of-America-Award
- 1950 Asphalt-Dschungel (The Asphalt Jungle): Golden-Globe-Nominierung, Oscar-Nominierung, Writers-Guild-of-America-Award-Nominierung
- 1951 African Queen (The African Queen): Oscar-Nominierung
- 1952 Moulin Rouge: Writers-Guild-of-America-Award-Nominierung
- 1957 Der Seemann und die Nonne (Heaven Knows, Mr. Allison): Oscar-Nominierung, Writers-Guild-of-America-Award-Nominierung
- 1964 Die Nacht des Leguan (The Night of the Iguana): Writers-Guild-of-America-Award-Nominierung
- 1975 Der Mann, der König sein wollte (The Man Who Would Be King): Oscar-Nominierung, Writers-Guild-of-America-Award-Nominierung

### Darstellung
- 1963 Der Kardinal (The Cardinal): Golden Globe, Laurel Award, Oscar-Nominierung
- 1974 Chinatown: Nominierung für den Britischen Filmpreis, Golden-Globe-Nominierung, Kansas City Film Critics Circle Award

### Für das Lebenswerk
- 1964: Laurel Award der Writers Guild of America
- 1979: Career Achievement Award der Los Angeles Film Critics Association
- 1980: Academy Fellowship der British Academy of Film and Television Arts
- 1980: Gala Tribute der Film Society of Lincoln Center
- 1983: AFI Life Achievement Award des American Film Institute, Life Achievement Award der Directors Guild of America
- 1984: Career Achievement Award des National Board of Review
- 1985: Goldener Löwe für das Lebenswerk des Filmfestivals in Venedig